# Grand Prix automobile de Mosport 2002
Navigation
Édition précédente Édition suivante
Le Grand Prix de Mosport 2002 (2002 mail2web.com Grand Prix of Mosport), disputé sur le 18 août 2002 sur le Canadian Tire Motorsport Park est la septième manche de l'American Le Mans Series 2002 et la 21e édition du Grand Prix de Mosport.

## Course
Voici le classement provisoire au terme de la course.

- Les vainqueurs de chaque catégorie sont signalés par un fond jauni.
- Pour la colonne Pneus, il faut passer le curseur au-dessus du modèle pour connaître le manufacturier de pneumatiques.

| Pos    | Classe | N° | Écurie                   | Pilotes                                           | Châssis                          | Pneus | Tours |
| Pos    | Classe | N° | Écurie                   | Pilotes                                           | Moteur                           | Pneus | Tours |
| ------ | ------ | -- | ------------------------ | ------------------------------------------------- | -------------------------------- | ----- | ----- |
| 1      | LMP900 | 2  | Audi Sport North America | Tom Kristensen Rinaldo Capello                    | Audi R8                          | M     | 121   |
| 1      | LMP900 | 2  | Audi Sport North America | Tom Kristensen Rinaldo Capello                    | Audi 3.6L Turbo V8               | M     | 121   |
| 2      | LMP900 | 38 | Champion Racing          | Johnny Herbert Stefan Johansson                   | Audi R8                          | M     | 120   |
| 2      | LMP900 | 38 | Champion Racing          | Johnny Herbert Stefan Johansson                   | Audi 3.6L Turbo V8               | M     | 120   |
| 3      | LMP900 | 8  | Team Cadillac            | Max Angelelli JJ Lehto                            | Cadillac Northstar LMP02 (en)    | M     | 119   |
| 3      | LMP900 | 8  | Team Cadillac            | Max Angelelli JJ Lehto                            | Cadillac Northstar 4.0L Turbo V8 | M     | 119   |
| 4      | LMP900 | 50 | Panoz Motor Sports       | David Brabham Jan Magnussen                       | Panoz LMP01 Evo                  | M     | 118   |
| 4      | LMP900 | 50 | Panoz Motor Sports       | David Brabham Jan Magnussen                       | Élan 6L8 6.0L V8                 | M     | 118   |
| 5      | LMP900 | 51 | Panoz Motor Sports       | Bryan Herta Bill Auberlen                         | Panoz LMP01 Evo                  | M     | 118   |
| 5      | LMP900 | 51 | Panoz Motor Sports       | Bryan Herta Bill Auberlen                         | Élan 6L8 6.0L V8                 | M     | 118   |
| 6      | LMP900 | 7  | Team Cadillac            | Emmanuel Collard Éric Bernard                     | Cadillac Northstar LMP02 (en)    | M     | 118   |
| 6      | LMP900 | 7  | Team Cadillac            | Emmanuel Collard Éric Bernard                     | Cadillac Northstar 4.0L Turbo V8 | M     | 118   |
| 7      | GTS    | 3  | Corvette Racing          | Ron Fellows Johnny O'Connell                      | Chevrolet Corvette C5-R          | G     | 113   |
| 7      | GTS    | 3  | Corvette Racing          | Ron Fellows Johnny O'Connell                      | Chevrolet 7.0L V8                | G     | 113   |
| 8      | GTS    | 4  | Corvette Racing          | Andy Pilgrim Kelly Collins                        | Chevrolet Corvette C5-R          | G     | 112   |
| 8      | GTS    | 4  | Corvette Racing          | Andy Pilgrim Kelly Collins                        | Chevrolet 7.0L V8                | G     | 112   |
| 9      | GTS    | 26 | Konrad Motorsport        | Franz Konrad Terry Borcheller                     | Saleen S7-R                      | P     | 110   |
| 9      | GTS    | 26 | Konrad Motorsport        | Franz Konrad Terry Borcheller                     | Ford 7.0L V8                     | P     | 110   |
| 10     | LMP900 | 30 | Intersport Racing (en)   | Clint Field Mike Neuhaus                          | Lola B2K/10B                     | G     | 108   |
| 10     | LMP900 | 30 | Intersport Racing (en)   | Clint Field Mike Neuhaus                          | Judd GV4 4.0L V10                | G     | 108   |
| 11     | LMP675 | 56 | Team Bucknum Racing      | Jeff Bucknum Chris McMurry Bryan Willman          | Pilbeam (en) MP84                | A     | 107   |
| 11     | LMP675 | 56 | Team Bucknum Racing      | Jeff Bucknum Chris McMurry Bryan Willman          | Nissan (AER) VQL 3.4L V6         | A     | 107   |
| 12     | GTS    | 45 | American Viperacing      | Marino Franchitti Marc Bunting                    | Dodge Viper GTS-R                | P     | 107   |
| 12     | GTS    | 45 | American Viperacing      | Marino Franchitti Marc Bunting                    | Dodge 8.0L V10                   | P     | 107   |
| 13     | GT     | 66 | The Racer's Group        | Kevin Buckler (en) Brian Cunningham               | Porsche 911 GT3 RS               | M     | 106   |
| 13     | GT     | 66 | The Racer's Group        | Kevin Buckler (en) Brian Cunningham               | Porsche 3.6L Flat-6              | M     | 106   |
| 14     | GTS    | 44 | American Viperacing      | Kevin Allen Tom Weickardt                         | Dodge Viper GTS-R                | P     | 104   |
| 14     | GTS    | 44 | American Viperacing      | Kevin Allen Tom Weickardt                         | Dodge 8.0L V10                   | P     | 104   |
| 15     | GT     | 43 | Orbit                    | Leo Hindery (en) Peter Baron                      | Porsche 911 GT3 RS               | M     | 103   |
| 15     | GT     | 43 | Orbit                    | Leo Hindery (en) Peter Baron                      | Porsche 3.6L Flat-6              | M     | 103   |
| 16     | LMP675 | 19 | Essex Racing             | Melanie Paterson Ross Bentley                     | Lola B2K/40                      | D     | 103   |
| 16     | LMP675 | 19 | Essex Racing             | Melanie Paterson Ross Bentley                     | Nissan (AER) VQL 3.0L V6         | D     | 103   |
| 17     | GT     | 23 | Alex Job Racing          | Sascha Maassen Lucas Luhr                         | Porsche 911 GT3 RS               | M     | 103   |
| 17     | GT     | 23 | Alex Job Racing          | Sascha Maassen Lucas Luhr                         | Porsche 3.6L Flat-6              | M     | 103   |
| 18     | GTS    | 0  | Team Olive Garden        | Mimmo Schiattarella Emanuele Naspetti             | Ferrari 550 Maranello            | M     | 99    |
| 18     | GTS    | 0  | Team Olive Garden        | Mimmo Schiattarella Emanuele Naspetti             | Ferrari 6.0L V12                 | M     | 99    |
| 19 DNF | GT     | 52 | Seikel Motorsport        | Hugh Plumb Jeffrey Pabst Tony Burgess             | Porsche 911 GT3 RS               | Y     | 93    |
| 19 DNF | GT     | 52 | Seikel Motorsport        | Hugh Plumb Jeffrey Pabst Tony Burgess             | Porsche 3.6L Flat-6              | Y     | 93    |
| 20 DNF | LMP675 | 13 | Archangel Motorsports    | Marc-Antoine Camirand Ben Devlin David Sterenberg | Lola B2K/40                      | D     | 91    |
| 20 DNF | LMP675 | 13 | Archangel Motorsports    | Marc-Antoine Camirand Ben Devlin David Sterenberg | Ford (Millington) 2.0L Turbo I4  | D     | 91    |
| 21 DNF | GT     | 67 | The Racer's Group        | Michael Schrom Darren Law                         | Porsche 911 GT3 RS               | M     | 91    |
| 21 DNF | GT     | 67 | The Racer's Group        | Michael Schrom Darren Law                         | Porsche 3.6L Turbo Flat-6        | M     | 91    |
| 22 DNF | LMP900 | 1  | Audi Sport North America | Emanuele Pirro Frank Biela                        | Audi R8                          | M     | 88    |
| 22 DNF | LMP900 | 1  | Audi Sport North America | Emanuele Pirro Frank Biela                        | Audi 3.6L Turbo V8               | M     | 88    |
| 23     | GT     | 22 | Alex Job Racing          | Timo Bernhard Jörg Bergmeister                    | Porsche 911 GT3 RS               | M     | 85    |
| 23     | GT     | 22 | Alex Job Racing          | Timo Bernhard Jörg Bergmeister                    | Porsche 3.6L Flat-6              | M     | 85    |
| 24 DNF | GT     | 89 | Porschehaus Racing       | Robert Julien Adam Merzon                         | Porsche 911 GT3 RS               | D     | 25    |
| 24 DNF | GT     | 89 | Porschehaus Racing       | Robert Julien Adam Merzon                         | Porsche 3.6L Flat-6              | D     | 25    |
| 25 DNF | LMP675 | 11 | KnightHawk Racing        | Claudia Hürtgen Steven Knight                     | MG-Lola EX257                    | A     | 59    |
| 25 DNF | LMP675 | 11 | KnightHawk Racing        | Claudia Hürtgen Steven Knight                     | MG (AER) XP20 2.0L Turbo I4      | A     | 59    |
| 26 DNF | LMP675 | 16 | Dyson Racing Team        | Butch Leitzinger James Weaver                     | MG-Lola EX257                    | G     | 28    |
| 26 DNF | LMP675 | 16 | Dyson Racing Team        | Butch Leitzinger James Weaver                     | MG (AER) XP20 2.0L Turbo I4      | G     | 28    |
| 27 DNF | LMP675 | 37 | Intersport Racing (en)   | Jon Field Mike Durand                             | MG-Lola EX257                    | G     | 12    |
| 27 DNF | LMP675 | 37 | Intersport Racing (en)   | Jon Field Mike Durand                             | MG (AER) XP20 2.0L Turbo I4      | G     | 12    |

## Statistiques
- Pole Position - #1 Audi Sport North America - 1:07.169
- Record du tour - #2 Audi Sport North America - 1:09.568
- Distance - 478.843 km
- Vitesse moyenne - 173.898 km/h